# Élections législatives sud-coréennes de 1985
Des élections parlementaires ont eu lieu en Corée du Sud le 12 février 1985. 
Le Parti de la justice démocratique, qui a remporté 148 des 276 sièges à l'Assemblée nationale, a gagné. Le taux de participation était de 84,6 %.

## Parties
Le Parti de la justice démocratique (DJP) au pouvoir du président Chun Doo-hwan a réussi à rester le plus grand parti à l' Assemblée nationale, mais a été confronté à un défi plus difficile de la part de l'opposition unie.
Le Nouveau parti démocratique de Corée (NKDP) a été formé par d'anciens membres du Nouveau Parti démocratique, notamment les chefs de l'opposition Kim Dae-jung et Kim Young-sam. Le parti a réalisé d’importants progrès dans tout le pays, en grande partie grâce à l’accent mis sur le renforcement des droits démocratiques.
Le Parti nationaliste coréen avait été formé par d'anciens membres du Parti républicain démocratique à la veille des élections de 1981. Après avoir réalisé des gains importants, le parti a perdu du terrain lors de ces élections, en grande partie grâce aux gains du NKDP.
L’opposition, le Parti démocratique coréen, avait été le premier parti de l’opposition après les élections de 1981, mais il a subi de nombreuses défections au NKDP.

## Résultats
| Partis                             | Votes      | %    | siège | +/–     |
| ---------------------------------- | ---------- | ---- | ----- | ------- |
| Parti de la justice démocratique   | 7 040 811  | 35,2 | 148   | –3      |
| Nouveau parti démocratique coréen  | 5 843 827  | 29,3 | 67    | Nouveau |
| Parti de la Corée démocratique     | 3 930 966  | 19,7 | 35    | –46     |
| Parti national coréen              | 1 828 744  | 9,2  | 20    | –5      |
| Nouveau parti socialiste           | 288 863    | 1,4  | 1     | Nouveau |
| Parti ouvrier et paysan            | 185 859    | 0,9  | 0     | Nouveau |
| Nouveau parti démocratique         | 112 654    | 0,6  | 1     | Nouveau |
| Indépendants                       | 650 028    | 3,3  | 4     | –2      |
| Votes non valides / blancs         | 312 029    | -    | -     | -       |
| Total                              | 20 286 672 | 100  | 276   | 0       |
| Électeurs inscrits / participation | 23 987 830 | 84,6 | -     | -       |
| Source: Nohlen et al.              |            |      |       |         |